# Victor Davis
Victor Davis (* 10. Februar 1964 in Guelph; † 13. November 1989 in Montreal) war ein kanadischer Schwimmer.
Seinen ersten großen Titel gewann er bei den Weltmeisterschaften 1982 in Guayaquil über 200 Meter Brust. Bei den Olympischen Spielen 1984 in Los Angeles wurde er Olympiasieger über 200 Meter Brust und gewann über 100 Meter Brust und mit der kanadischen 4-mal-100-Meter-Lagenstaffel jeweils die Silbermedaille. Bei den Olympischen Spielen 1988 in Seoul gewann Davis Silber mit der Lagenstaffel.

## Karriere
Victor Davis begann im Alter von 12 Jahren mit dem Leistungssport-Training bei den Guelph Marlins. 1981 gewann er den ersten seiner 31 kanadischen Meistertitel. Im August 1982 trat er bei den Weltmeisterschaften in Guayaquil in drei Wettbewerben an. Er belegte den zweiten Platz über 100 Meter Brust hinter Steve Lundquist aus den Vereinigten Staaten. Über 400 Meter Lagen erreichte Davis als 13. des Vorlaufs nicht das Finale. Über 200 Meter Brust siegte er vor Robertas Žulpa aus der Sowjetunion in der Weltrekordzeit von 2:14,77 Minuten. Dabei unterbot er den sechs Jahre alten Weltrekord des Briten David Wilkie. Ende September wurden in Brisbane die Commonwealth Games 1982 eröffnet. Auf der kurzen Bruststrecke belegte Davis den zweiten Platz hinter dem Engländer Adrian Moorhouse, über 200 Meter Brust siegte Davis vor dem Australier Glenn Beringen und Moorhouse. Davis belegte außerdem den vierten Platz über 200 Meter Lagen und den fünften Platz über 200 Meter Schmetterling.
Bei den Olympischen Spielen 1984 in Los Angeles fand zuerst der Wettbewerb über 100 Meter Brust statt, Steve Lundquist gewann vor Victor Davis. Über 200 Meter Brust siegte Davis mit zweieinhalb Sekunden Vorsprung vor Glenn Beringen. Dabei stellte Davis mit 2:13,34 Minuten einen neuen Weltrekord auf, der erst 1989 von Mike Barrowman aus den Vereinigten Staaten unterboten wurde. Schließlich gewann die Lagenstaffel mit Mike West, Victor Davis, Sandy Goss und Tom Ponting hinter der Staffel aus den Vereinigten Staaten die Silbermedaille. Während die US-Staffel mit vier Schwimmern antrat, die im Vorlauf nicht dabei gewesen waren, schwammen die Kanadier im Vorlauf und im Finale in der gleichen Besetzung.
1986 startete Victor Davis bei den Commonwealth Games 1986 in Edinburgh in vier Wettbewerben. Über 200 Meter Lagen erreichte er den fünften Platz. Über 100 Meter Brust siegte er knapp vor Adrian Moorhouse, der über 200 Meter Brust vor Davis anschlug. Die kanadische Lagenstaffel siegte mit Mark Tewksbury, Victor Davis, Tom Ponting und Alex Baumann. Bei den Schwimmweltmeisterschaften 1986 in Madrid siegte Davis auf der kurzen Bruststrecke vor dem Italiener Gianni Minervini, über 200 Meter Brust gewann der Ungar József Szabó vor Victor Davis.
1987 fanden in Brisbane die Pan Pacific Swimming Championships statt. Davis gewann den Titel über 100 Meter Brust, belegte mit der Lagenstaffel den zweiten Platz und erhielt die Bronzemedaille über 200 Meter Brust. 1988 trat Davis bei den Olympischen Spielen in Seoul nicht mehr über 200 Meter Brust an. Über 100 Meter Brust erreichte er das Finale mit der hinter Moorhouse zweitbesten Zeit. Im Finale siegte Moorhouse vor dem Ungarn Károly Güttler und Dmitri Wolkow aus der Sowjetunion. Mit 0,34 Sekunden Rückstand auf Moorhouse belegte Victor Davis den vierten Platz. In der Lagenstaffel siegte die Mannschaft aus den Vereinigten Staaten vor den Kanadiern. Mark Tewksbury, Victor Davis, Tom Ponting und Sandy Goss schwammen wieder in Vorlauf und Finale.
Im Jahr 1989 beendete er seine Laufbahn als Schwimmer. Wenige Monate nach seinem Rücktritt wurde er beim Verlassen einer Bar von einem Auto überfahren, der Fahrer beging Fahrerflucht. Zwei Tage später starb Davis an seinen schweren Verletzungen, seine Organe wurden zur Organspende freigegeben.
1994 wurde Davis in die International Swimming Hall of Fame aufgenommen, nachdem er bereits seit 1990 Mitglied der Hall of Fame des kanadischen Sports war. 2008 wurde der Fernsehfilm Victor über das Leben von Victor Davis ausgestrahlt.